# Publi Deci Mus (cònsol 312 aC)
Publi Deci Mus (en llatí: Publius Decius Mus) va ser un magistrat romà i militar. Era fill del cònsol del 340 aC Publi Deci Mus. Tot i pertànyer a una família plebea, els Deci, va ser escollit cònsol quatre vegades i va tenir altres càrrecs importants com el de dictador, o el de pontífex. Participant en la tercera guerra samnita va perdre la vida.

## Primer i segon consolat
Va ser elegit cònsol l'any 312 aC junt amb Marc Valeri Màxim i va haver de restar a Roma a causa d'una malaltia, mentre el seu col·lega dirigia la guerra contra els samnites. Va ser nomenat dictador pel temor del senat a una guerra contra els etruscs. Aureli Víctor diu que va guanyar un triomf sobre el samnites i va dedicar el botí a Ceres, però una inscripció que ho confirmaria sembla que podria ser una falsificació.
L'any 309 aC va servir com a llegat del dictador Luci Papiri Cursor Mugil·là. El 308 aC va ser cònsol per segona vegada amb Quint Fabi Màxim Rul·lià, i mentre aquest va fer la guerra als samnites, Mus la va fer als etruscs, amb els quals va pactar finalment una treva d'un any a canvi de pagar els vestits dels soldats romans durant aquell temps. El 306 aC va ser magister equitum del dictador Publi Corneli Escipió Barbat.
El 304 aC va ser censor amb Quint Fabi Màxim Rul·lià i es va reformar la llei de manera que els llibertini s'integressin a les tribus.

## Pontífex màxim
L'any 300 aCva ser censor per segona vegada i va defensar la llei Ogúlnia que obria el pontificat i el càrrec d'àugur als plebeus, en contra de la posició del patrici Appi Claudi Cec. Quan la llei va entrar finalment en vigor el mateix any, va ser un dels primers plebeus elegit pel col·legi de pontífexs.

## Tercera guerra samnita
L'any 297 aC va ser elegit cònsol per tercera vegada també amb Quint Fabi Màxim Rul·lià (per desig d'aquest). Els dos van anar al Samni per camins diferents i van devastar el país. El 296 aC va governar el Samni com a procònsol i, aprofitant que el gruix de l'exèrcit samnita havia anat a Etrúria per demanar reforços, va conquerir tres ciutats samnites: Murgàntia, Romulea i Ferentino 
El 295 aC va ser cònsol per quarta vegada i també amb Quint Fabi Màxim Rul·lià. La coalició entre etruscs, samnites i gals amenaçava la república. Mus va ser enviat primer al Samni i després a Etrúria per ajudar a Màxim i va dirigir l'ala esquerra de l'exèrcit a la decisiva batalla de Sentínum, on va morir com un heroi.